# Kupa na Bălgarija 1998-1999
La Coppa di Bulgaria 1998-1999 è stata la 17ª edizione di questo trofeo, e la 59ª in generale di una coppa nazionale bulgara di calcio, iniziata il 13 ottobre 1998 e terminata il 26 maggio 1999.  Il CSKA Sofia ha vinto il trofeo per la diciassettesima volta.

## Primo turno
| Squadra 1            | Risultato       | Squadra 2            |
| -------------------- | --------------- | -------------------- |
| 13 ottobre 1998      |                 |                      |
| Vidima-Rakovski      | 2 – 0           | Olympic Slivnitsa    |
| Kaliakra             | 1 – 0           | Spartak Varna        |
| Spartak Plovdiv      | 1 – 0           | Ludogorec            |
| Strumska Slava       | 3 – 1           | Černo More Varna     |
| Loviko Suhindol      | 3 – 1           | Haskovo              |
| Gebel                | 0 – 1           | Dimitrovgrad         |
| Rodopa Smoljan       | 1 – 0           | Olimpik Teteven      |
| Satelit Stara Zagora | 0 – 4           | Akademik Sofia       |
| Perun Kresna         | 0 – 2           | Belasica Petrič      |
| Port Burgas          | 0 – 4           | Kremikovtsi          |
| Bdin                 | 0 – 0 (3-4 dtr) | Botev Vraca          |
| Hebăr Pazardžik      | 0 – 1           | FK Etăr              |
| Marek Dupnica        | 2 – 0           | Svetkavica           |
| Planinets Apriltsi   | 1 – 0           | FK Černomorec Burgas |
| Devnja               | 1 – 2           | Marica Plovdiv       |
| Jambol               | 0 – 0 (2-3 dtr) | Jantra Gabrovo       |

## Secondo turno
| Squadra 1          | Risultato       | Squadra 2         |
| ------------------ | --------------- | ----------------- |
| 31 ottobre 1999    |                 |                   |
| FK Etăr            | 0 – 2           | CSKA Sofia        |
| Spartak Plovdiv    | 0 – 2           | Lokomotiv Sofia   |
| Dimitrovgrad       | 0 – 2           | Slavia Sofia      |
| Kaliakra           | 0 – 0 (3-5 dtr) | Botev Plovdiv     |
| Metalurg Pernik    | 1 – 0           | Jantra Gabrovo    |
| Rodopa Smoljan     | 1 – 3           | Liteks Loveč      |
| Strumska Slava     | 0 – 3           | Spartak Varna     |
| Loviko Suhindol    | 2 – 3 (dts)     | Dobrudža          |
| Marek Dupnica      | 1 – 2 (dts)     | Minjor Pernik     |
| Neftohimik Burgas  | 3 – 1           | Kremikovtsi       |
| Levski Sofia       | 4 – 0           | Belasica Petrič   |
| Pirin Blagoevgrad  | 2 – 1           | Akademik Sofia    |
| Planinets Apriltsi | 1 – 1 (2-4 dtr) | Septemvri Sofia   |
| Vidima-Rakovski    | 2 – 3 (dts)     | Lokomotiv Plovdiv |
| Botev Vraca        | 1 – 5           | Šumen             |
| Marica Plovdiv     | 0 – 3           | Levski Kjustendil |

## Ottavi di finale
| Squadra 1                        | Totale | Squadra 2         | Andata | Ritorno |
| -------------------------------- | ------ | ----------------- | ------ | ------- |
| 28 novembre 1999/9 dicembre 1998 |        |                   |        |         |
| Lokomotiv Sofia                  | 6 – 3  | Botev Plovdiv     | 4 - 2  | 2 - 1   |
| Levski Sofia                     | 2 – 3  | Slavia Sofia      | 2 - 0  | 0 - 3   |
| CSKA Sofia                       | 3 – 2  | Septemvri Sofia   | 2 - 0  | 1 - 2   |
| Pirin Blagoevgrad                | 5 – 3  | Neftohimik Burgas | 3 - 0  | 2 - 3   |
| Šumen                            | 2 – 8  | Spartak Varna     | 2 - 2  | 0 - 6   |
| Dobrudža                         | 1 – 4  | Levski Kjustendil | 1 - 2  | 0 - 2   |
| Lokomotiv Plovdiv                | 3 – 9  | Minjor Pernik     | 3 - 3  | 0 - 6   |
| Metalurg Pernik                  | 1 – 4  | Liteks Loveč      | 0 - 2  | 1 - 2   |

## Quarti di finale
| Squadra 1                    | Totale          | Squadra 2         | Andata | Ritorno     |
| ---------------------------- | --------------- | ----------------- | ------ | ----------- |
| 10 marzo 1999/21 aprile 1999 |                 |                   |        |             |
| CSKA Sofia                   | 6 – 2           | Minjor Pernik     | 2 - 1  | 4 - 1       |
| Liteks Loveč                 | 1 – 1 (4-2 dtr) | Slavia Sofia      | 1 - 0  | 0 - 1 (dts) |
| Spartak Varna                | 3 – 4           | Levski Kjustendil | 2 - 1  | 1 - 3       |
| Pirin Blagoevgrad            | 2 – 3           | Lokomotiv Sofia   | 0 - 1  | 2 - 2       |

## Semifinali
| Squadra 1                     | Totale | Squadra 2         | Andata | Ritorno |
| ----------------------------- | ------ | ----------------- | ------ | ------- |
| 28 aprile 1999/12 maggio 1999 |        |                   |        |         |
| CSKA Sofia                    | 3 - 2  | Levski Kjustendil | 1 - 0  | 2 - 2   |
| Lokomotiv Sofia               | 0 - 1  | Liteks Loveč      | 0 - 0  | 0 - 1   |

## Finale
| Arbitro: | Atanas Uzunov |

|  |           |              |
|  | Marcatori | 82’ Stanchev |